# Vuurdoornvouwmot
De vuurdoornvouwmot (Phyllonorycter leucographella) is een vlinder uit de familie van de mineermotten (Gracillariidae). De wetenschappelijke naam werd gepubliceerd in 1850 door Zeller.
De soort komt voor in Europa.